# 박철휴
박철휴(음력:1961년~)는 대한민국의 로봇 공학자이다.
성균관대 기계설계학과 학사(1984), 미국 카톨릭대학교 대학원에서 기계설계로 석,박사 학위를 받았다. 2006년부터 2011년까지는 대구기계부품연구원 본부장, 2011년부터 2015년 8월까지 한국로봇산업진흥원 정책기획실장, 성장사업단장 등을 거쳐 2015년 8월부터 3년간 제2대 한국로봇융합연구원 원장으로 재직했다.이후 미국 버지니아 공대에서 박사후 과정, 메릴랜드 주립대 연구교원으로 재직하다 2002년부터 2006년까지 포항공대에서 조교수로 근무했다.  현재 인천소재 로봇랜드 대표이사로 재직중이다.